# Rayzam Shah
Rayzam Shah Wan Sofian (né le 11 janvier 1988) est un athlète malaisien, spécialiste du 110 m haies.
Le 27 mai 2017, il bat le record national du 110 m haies en 13 s 67 à Weinheim, en Allemagne, avec un vent favorable de 1,7 m/s.